# Personaggi de Le meravigliose disavventure di Flapjack
I personaggi de Le meravigliose disavventure di Flapjack sono tutti i personaggi apparsi nell'omonima serie televisiva d'animazione.

## Personaggi principali

### Flapjack
Il protagonista della serie, è un bambino appassionato di avventure e caramelle. Sogna di diventare un grande avventuriero, e insieme a Capitan Scrocchio è alla ricerca dell'Isola Caramellata. Ha un carattere dolce e gentile, tiene un diario segreto e ha scritto ben 202 canzoni, di cui una dedicata a Scrocchio. Nel doppiaggio originale è interpretato da Thurop Van Orman. Nell'adattamento italiano è doppiato da Tommaso Zalone.

### Capitan Scrocchio
Capitan Scrocchio (in originale: Captain K'nuckles) è un pirata e avventuriero. Amico di Flapjack, lo persuade a seguirlo alla ricerca dell'Isola Caramellata, trascinandolo in mille disavventure. Ha viaggiato a lungo per i mari ritrovandosi spesso in situazioni surreali, durante le quali ha perso entrambe le mani, entrambe le gambe e il sedere, tutti sostituiti con protesi in legno scricchiolanti (da cui il nome Scrocchio). Nella puntata Amici barbuti si scopre che persino la sua barba è finta. L'unica parte corporea originale è il naso, che in un episodio viene chiesto da Poseidone per calmare la sua ira, dato che Scrocchio ha gettato in mare una polena raffigurante sua figlia: Flapjack crede di aver beffato il dio con un naso finto ma purtroppo, per errore, questi ha preso il vero naso del Capitano. Altra sua caratteristica è che non sa leggere, e pertanto deve affidarsi ad altri per interpretare mappe o testi scritti (Dal Barbiere e Il Diario Segreto). Nell'episodio Capitan Scrocchio II, invece, si scopre che i suoi genitori sono stati trasformati in gabbiani e che è alla ricerca di un rimedio. Bolla e Flapjack rappresentano quindi la sua unica famiglia: nonostante si dimostri spesso cattivo con il suo giovane compagno di avventure (in La carta delle caramelle è addirittura pronto a tradire la sua amicizia), Scrocchio è in realtà molto legato al bambino e, come gli confessa ubriaco di zucchero in Occhio Lungo, lo considera l'unico amico che abbia mai avuto. Nel doppiaggio originale è interpretato da Brian Doyle-Murray. Nell'adattamento italiano è doppiato da Claudio Moneta.

### Bolla
Bolla (in originale: Bubbie Bubbie) è una balena parlante che ospita al suo interno Flapjack e Capitan Scrocchio. Oltre a fungere loro da casa, Bolla lava loro i vestiti, si prende cura di Flapjack come fosse un figlio e all'occorrenza diventa anche mezzo di trasporto quando si tratta di viaggiare in cerca di avventure. Quando non ha parte in un'avventura, rimane sempre ad aspettare in trepidante attesa il suo Flapjack. Nell'episodio Occhio lungo Capitan Scrocchio e Flapjack scoprono che ama passare il tempo spiando da sotto il pontile gli abitanti di Baia Tempestalunga nelle loro case. Nel doppiaggio originale è interpretato da Roz Ryan. Nell'adattamento italiano è doppiato da Andrea Zalone.

## Personaggi ricorrenti
- Larry Menta Piperita (in originale: Peppermint Larry) (stagioni 1-3), voce originale di Jeff Bennett, italiana di Riccardo Lombardo.

Il proprietario della Bottega delle Golosità, dove gli abitanti di Baia Tempestalunga si ritrovano per consumare boccali di dolciumi.
- Moglie caramella (in originale: Candy Wife) (stagioni 1-3).

La moglie di Larry Menta Piperita, è in realtà un pupazzo fatto di caramelle. In un episodio compare anche la figlia, che i due hanno adottato. In varie puntate, invece, si dice che Scrocchio ha una cotta per lei.
- Dottor Barbiere (in originale: Doctor Barber) (stagioni 1-3), voce originale di Steve Little, italiana di Mario Brusa.

Il medico di Baia Tempestalunga, è anche un barbiere nonché un ladro (ruba a Capitan Scrocchio quella che credeva essere la mappa per l'Isola Caramellata) e uno scienziato pazzo (dà vita a dei barbieri giganti creati con capelli tagliati e teste di pesce).
- Perfidella (in originale: Dock Hag), voce originale di Daran Norris.

Vecchia arcigna e antipatica, rimprovera a ogni occasione Flapjack e Scrocchio.
- Sally Sciroppo (in originale: Sally Syrup), voce originale di Jackie Buscarino.

Una ragazzina di cui Flapjack crede di essersi innamorato (in realtà i cuoricini che gli escono dalla testa si riveleranno essere mosche succhia-sangue). Nella puntata Il ritorno di Sally Sciroppo, della seconda stagione, si scopre che è figlia del Professore, il gemello buono dell'Inventore.
- Willy Otto Braccia (in originale: Eight-Armed Willy) (stagioni 1-3), voce originale di Richard McGonagle.

Un mostruoso polpo gigante, il peggior nemico di Flapjack e Capitan Scrocchio.
- Lady Nickelbottoms, voce originale di Jeff Bennett.

La nobildonna più ricca di Baia Tempestalunga.
- Lord Nickelbottoms, voce originale di S. Scott Bullock.

Marito di Lady Nickelbottoms, non è un nobile ma un avventuriero.
- Charles, voce originale di S. Scott Bullock.

Il maggiordomo di Lady Nickelbottoms.
- Miss Teriosa (in originale: Ms. Leading), voce originale di Antoinette Spolar, Jackie Buscarino e Grey DeLisle.

La maestra di Baia Tempestalunga.
- Lolly Ponte di Poppa (in originale: Lolly Poopdeck), voce originale di Steve Little.

Uno strano personaggio che dice di essere un comico di fama internazionale (anche se nessuno sembra conoscerlo); è grasso, ha la fronte alta e i capelli lunghi, e gira sempre a torso nudo. In un episodio si scopre che è figlio di Lady Nickelbottoms, e che è scappato di casa perché la madre non accettava la sua vocazione alla comicità.
- Slippery Pete, voce originale di Jeff Bennett e Gregg Turkington.

Il proprietario del centro massaggi.
- I gemelli Professore e Inventore (in originale: The Professor e The Inventor), voci originali di Jeff Bennett.

Due fratelli inventori, uno buono e l'altro cattivo, in perenne competizione.
- Marinai (in originale: Sailors).
  - Thomas Hatch, voce originale di Kent Osborne.
Un marinaio bianco dal naso grosso con un brutto carattere. Nella maggior parte degli episodi in cui appare, viene visto uscire dallo schermo dopo essere stato sconvolto da qualcuno, e gli altri marinai cercano di confortarlo.
  - Patch, voce originale di S. Scott Bullock.
Un marinaio bianco baffuto che esce con Thomas.
  - Satch.
Un marinaio nero che esce con Thomas.

- Ufficiale Norm, voce originale di S. Scott Bullock.

Un sadico poliziotto di Baia Tempestalunga che a volte fa da contraltare a Flapjack e Scrocchio.
- Uomo d'affari, voce originale di Jeff Bennett.

Il manager della banca di Tempestalunga e wrestler professionale.
- Scoops Pennington, voce originale di Jeff Bennett.

L'autore, giornalista ed editore di Stormalong Scuttlebutt. Lui, insieme ad altri tre, forma la Stormalong Secret Society of Scribes.

## Personaggi secondari
- Figli dell'Inventore.

Sono usati dal malvagio Inventore per le sue numerose invenzioni, sia come fonte di energia che come invenzioni stesse. 
- Scricchiolio (in originale: Kid Nickels), voce originale di S. Scott Bullock.

Il giovane mozzo che Capitan Scrocchio vince a carte. È un bambino di aspetto simile a Flapjack, con il naso simile a Capitan Scrocchio, un cappellino da pirata e il fazzoletto bordeaux.
- Vecchio mentore di Scricchiolio, voce originale di Kevin Michael Richardson.

L'ex mentore di Scricchiolio che ha sfidato Scrocchio a una partita di poker.
- Gli spazzini (in originale: The Sweepers).

I tre assistenti principali del Dottor Barbiere
- Carbonel (in originale: Cammie), voce originale di Kevin Michael Richardson.

Una gigantesca donna mostruosa, vive su un'isola in solitudine, finché non diventa amica di Flapjack.
- I Cosaski (in originale: The Snarks), voci originali di Kevin Michael Richardson, Daran Norris e Jeff Bennett.

Una banda di marinai, cacciatori di balene e carcerieri, il cui arrivo è temuto da tutta Baia Tempestalunga.
- Befana del treno (in originale: Trolley Hag), voce originale di Jeff Bennett.

Una volta è stata l'interesse amoroso di Capitan Scrocchio, prima di essere spinta via dal molo da lui e di essere mangiata da un calamaro gigante. Ora è la conduttrice del treno di Tempestalunga.
- Capitan Mancino/Manolo (in originale: Captain Handrew/Handthony), voce originale di S. Scott Bullock.

Un capitano pirata che appare in Una mano per tutti, e accusa Scrocchio di avergli rubato la mano.
- Uomo dell'ovest (in originale: Westman), voce originale di Steve Little.

Un eremita dall'aspetto malvagio che siede su una barca a remi ancorata e fissa qualsiasi passante.
- Scrocchio II (in originale: K'nuckles II).

Il topo domestico di Flapjack. Sebbene sia una creatura generalmente amichevole, ha il potere di lanciare pulci su chiunque sia cattivo con Flapjack, dimostrando di amare il ragazzo per averlo salvato.
- Capitan Ridicolo (in originale: Captain Ridiculous), voce originale di S. Scott Bullock.

Il timoroso capitano della S.S. Disaster.
- Lo scienziato (in originale: The Scientist), voce originale di S. Scott Bullock.

Uno scienziato anziano che lavora in Antartide.
- Felice Milledenti (in originale: Punsie McKale), voce originale di S. Scott Bullock.

Campione di barzellette, arriva a Baia Tempestalunga per partecipare alla gara indetta da Larry Mentapiperita.
- W.D. Arruffamontone (in originale: W.D. Muttonfluffer), voce originale di Jeff Bennett.

Proprietario del cinematografo, con i suoi filmati distoglie Capitan Scrocchio dalla ricerca di avventure.
- Monelli (in originale: Sea Urchins).

Dei ragazzi ribelli di strada che reclamano la loro palla riccio di mare.
- Harvey, voce originale di S. Scott Bullock.

Una balena maschio di cui Bolla si invaghisce; in seguito rapisce Flapjack e Scrocchio per portarli come schiavi sull'Isola del Bucato.
- Lord Sciroppato (in originale: Lord Hotcakes), voce originale di Jeff Bennett.

Il sovrano dell'Isola dello Sciroppo.
- L'Uomo Pianta (in originale: Plant Man), voce originale di Kent Osborne.

Una creatura con il corpo di un cespuglio e gli arti umani che appare in L'Uomo Pianta. Mangia tutti i frutti della sua isola e ostacola chi li vuole prendere. Per colpa di Flapjack e Scrocchio perderà i denti e potrà mangiare solo zuppa di pesce.
- Regina delle sirene.

La regina di tutte le sirene.
- Truffa Tore (in originale: Ben Boozled), voce originale di Jeff Bennett.

Un terribile arruolatore che appare nella puntata Truffa Tore, cattura Flapjack e Capitan Scrocchio per metterli ai lavori forzati sulla sua nave.
- Lawrence.

Il nipote marcio di Perfidella che finge di essere un membro della ricca famiglia Tittering per far star male i poveri prendendoli in giro, nonostante non stia meglio di nessuno di loro.
- Poseidone, voce originale di J.K. Simmons.

Il dio dei mari.
- Cicci Pancino Panciò (in originale: Tee Hee Tummy Tums), voce originale di Steven Pierce.

Un misterioso personaggio che vive nascosto nel porto di Baia Tempestalunga e mantiene se stesso e la sua famiglia con le caramelle che riceve in cambio dei pettini che costruisce. Flapjack, dopo avergli teso una trappola, lo incontra e scopre che tiene sempre un sacchetto in testa per evitare che gli altri lo ammirino per la sua bellezza e non per la maestria con cui realizza i pettini.
- Raul, voce originale di Jeff Bennett.

Un finto genio che ha ingannato Flapjack dandogli delle caramelle.
- Danny lo splendido (in originale: Dashing Danny), voce originale di Daran Norris.

Uno strano ometto che vive sulla schiena di un altro uomo.
- Dottoressa Rosario Profe (Doctor Matthew Proctor), voce originale di Grey DeLisle.

Una zoologa che ha studiato gli scimpanzé prima di essere cacciato dall'isola.
- Manticora (in originale: Manticore), voce originale di Gregg Turkington.

Una bestia metà umana metà leone che odia tutte le cose felici.
- Barone Furioso (in originale: Baron Beserker), voce originale di Gregg Turkington.

Un criminale squilibrato. Cerca di trovare la sua vecchia nave e ne schiaccia il capitano.
- Ruth, voce originale di June Foray.

Una donna bella molto desiderata durante la sua giovinezza.
- Kelly, voce originale di June Foray.

Un ragazzo che in un'occasione ha organizzato un festa di compleanno.
- Colonnello Wagglebottoms, voce originale di S. Scott Bullock.

Il cane di Lady Nickelbottoms che è diventato il sindaco di Baia Tempestalunga.
- Lazy Bones.

Un uomo che ha sfidato Scrocchio a un incontro di pigrizia.
- Michard e Richard, voci originali di Gregg Turkington.

Due anziani che hanno vissuto lo stesso tipo di avventure di Flapjack e Scrocchio.
- Jayde.

Un uomo che si autodefinisce "misterioso". In un'occasione viene mostrato portare una tazza piena di cristalli di caramelle.
- Nonno, voce originale di Brian Doyle-Murray.

Il nonno di Capitan Scrocchio.
- Capitano Johnny.

Un capitano in visita a Tempestalunga.
- Capitan Santiago, voce originale di David Kaye.

Un capitano che si è scontrato con Scrocchio quando pensò che indossasse i suoi stivali.
- Ponce De Leroy, voce originale di Jeff Bennett.

Un evaso dal manicomio di Baia Tempestalunga, che si crede immortale e pensa di essere un grande avventuriero.
- Larry Faccia da Cane (in originale: Dog-Face Larry), voce originale di Daran Norris.

Una parodia di Larry Menta Piperita che vive a Cane Lungo e vende cibo per cani. Sua moglie è fatta di cibo per cani e si chiama Pappa di cane.
- Gatto disturbante.

Un gatto grigio rabbioso dagli occhi neri. Durante le scene in primo piano viene mostrato a bocca aperta e con denti aguzzi tutt'intorno. 